# Rinorea botryoides
Rinorea botryoides är en violväxtart som beskrevs av Achoundong och Bos. Rinorea botryoides ingår i släktet Rinorea och familjen violväxter. Inga underarter finns listade i Catalogue of Life.